# Xinhua
Agencja Informacyjna Xinhua (dosł. Nowe Chiny, ang. Xinhua News Agency) – państwowa agencja prasowa Chińskiej Republiki Ludowej i najważniejsza w Chinach instytucja zajmująca się zbieraniem i obróbką informacji prasowych, a także organizacją konferencji z udziałem polityków i instytucji rządowych. Jest największą agencją informacyjną świata pod względem liczby korespondentów na całym świecie. Xinhua nie jest jedyna, w kraju działa również Chińska Agencja Prasowa (中国新闻社, ang. China News Service).
Xinhua podlega pełniącej funkcję rządu Radzie Państwowej ChRL i jest według krytyków narzędziem państwowej propagandy. Organizacja Reporterzy bez Granic (RSF) nazywa Xinhua największą na świecie agencją propagandową, aczkolwiek w rankingu RSF Xinhua awansowała w ostatnich latach, co oznacza, że jest oceniana lepiej niż wcześniej.
Podobnie jak polski PAP czy amerykańska AP, Xinhua dostarcza wiadomości, które są podstawą pracy dla krajowych mediów.
W porównaniu do innych światowych agencji wyróżnia ją to, że podlega również Departamentowi Propagandy Komunistycznej Partii Chin. Po drugie, jest jedną z największych instytucji prasowych na świecie – zatrudnia 10 tys. pracowników (dla porównania Reuters ma ich 1,3 tys.). Xinhua ma 107 biur zagranicznych (także w Warszawie) oraz 31 biur lokalnych w Chinach. Pracują w nich korespondenci, którzy zbierają informacje na użytek chińskiej prasy. Według RSF, chińscy dziennikarze nie są tak nastawieni na sukces jak ich koledzy z Reutersa czy AP i częściej polegają na materiałach prasowych w kraju, w którym przebywają. Niechętnie zbierają informacje na miejscu wydarzeń.
Ponieważ większość chińskich mediów nie stać na utrzymanie zagranicznych korespondentów, informacje zagraniczne czerpią one z serwisu Xinhua. Tym bardziej, że chińskie władze starają się ostatnio ograniczyć do kraju napływ „nieautoryzowanych” wiadomości. W systemie informacyjnym ChRL Xinhua pełni rolę podobną jak projekt Złota Tarcza w przypadku chińskiego internetu.
Dziennik Ludowy, czołowy organ partii w Pekinie, 25% swoich informacji czerpie z serwisu Xinhua. Agencja Xinhua jest również  wydawcą ok. 20 tytułów, wydawanych w takich językach jak chiński, angielski, hiszpański, francuski, rosyjski oraz arabski.
Podobnie jak inne instytucje rządowe, Xinhua w ostatnich latach została poddana redukcji dotacji od państwa w tempie ok. 7% rocznie. Państwo dokłada do budżetu agencji około 40% i w efekcie zarząd szuka przychodów w takich dziedzinach jak public relations, budownictwo czy informacja biznesowa.
W przeszłości agencja Xinhua przyciągała młodych dziennikarzy, ale w związku z urynkowieniem chińskich mediów musi konkurować z gazetami, telewizją i radiem, które oferują młodym talentom atrakcyjniejsze warunki. Przykładowo gazeta „Xinmin Evening News” w Szanghaju zapewnia mieszkanie, podczas gdy w Xinhua ten przywilej jest zarezerwowany jedynie dla starszych reporterów.

## Historia
Agencja Xinhua powstała w listopadzie 1931 jako Agencja Czerwone Chiny. Obecną nazwę nosi od 1937. W trakcie wojny na Pacyfiku agencja rozszerzała swój zasięg za granicą i zakładała pierwsze zagraniczne oddziały.  Od 1944 agencja prowadzi serwis w języku angielskim. Po zakończeniu chińskiej wojny domowej agencja reprezentowała Chińską Republikę Ludową w krajach, w których nie było przedstawicielstwa dyplomatycznego kraju.